# Jan de Vries (Mathematiker)

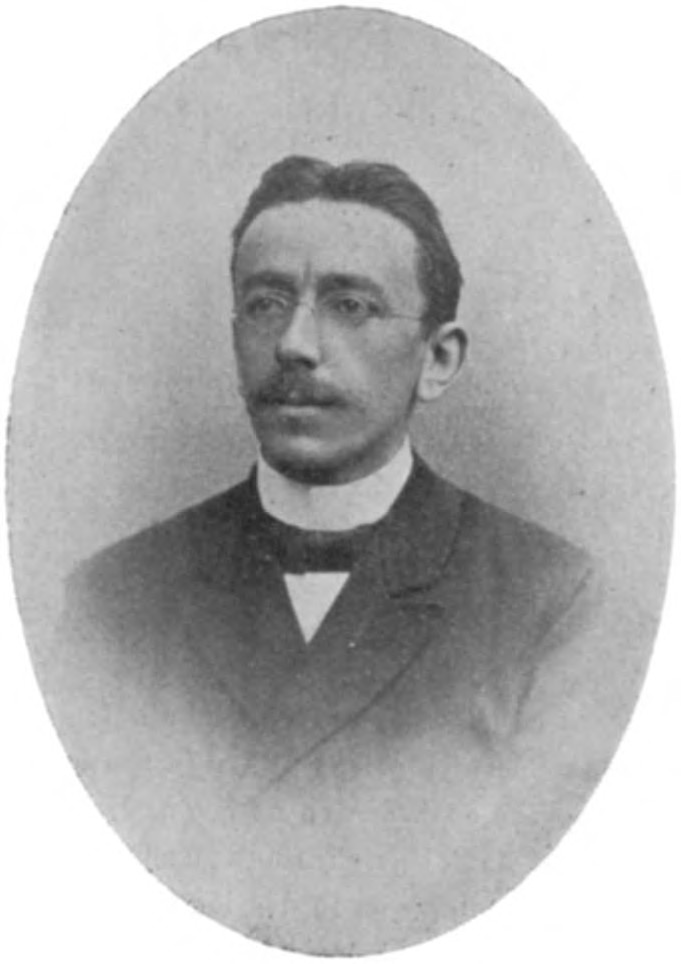
Jan de Vries

Jan de Vries (* 1. März 1858 in Amsterdam; † 3. Mai 1940 in Utrecht) war ein niederländischer Mathematiker.

## Leben
De Vries war der Sohn des Buch- und Antiquitätenhändlers Rubertus Jan de Vries (* 26. August 1821 in Amsterdam; † 21. September 1909 in Groningen) und dessen Frau Henriette Auguste Frantzen (* 10. Mai 1826 in Kirschseiffen; † 14. Februar 1886 in Kampen).
Er besuchte die Grundschule seiner Geburtsstadt, 1871 die Realschule in Düsseldorf und begann 1876 Studium der Mathematik an der Universität von Amsterdam. Hier wurden Carel Johannes Matthes (* 3. März 1811 in Amsterdam; † 8. Februar 1882 in Wiesbaden), Adrianus Jacobus van Pesch (* 4. Oktober 1837 in Amsterdam; † 5. April 1916 in Bussum) und Johannes Diderik van der Waals seine Lehrer. Am 2. Juli 1881 promovierte er mit der Arbeit Bolsystemen (deutsch: Kugelsysteme) zum Doktor der Naturwissenschaften.
Bereits 1880 war er Lehrer des Gymnasiums in Kampen geworden, ging 1892 als Lehrer an die höhere Bürgerschule in Haarlem und wurde 1894 Lehrer an der polytechnischen Schule in Delft. 1897 wurde er zum Professor der Geometrie an der Universität Utrecht berufen, welche Aufgabe er am 26. April 1897 mit der Antrittsrede De meetkunde van het aantal (deutsch: Die Geometrie von der Zahl) begann. Hier unterrichtete er analytische, projektive, beschreibende und Differentialgeometrie. Im Laufe seiner beruflichen Karriere verfasste er rund 200 Artikel in den mathematischen Fachzeitschriften und Journalen seiner Zeit, darunter den Rediconti del Circolo Matematico di Palermo, in den Sitzungsberichten der kaiserlichen Akademie der Wissenschaften in Wien, den Acta Mathematica, den Mathematischen Annalen, in den Monatsheften für Mathemathik und Physik, in dem Nieuw Archief voor Wiskunde, im Archiv de Musee Teyler und in den Veröffentlichungen der Königlich Niederländischen Akademie der Wissenschaften.
Seine Arbeiten beschäftigten sich neben anderen geometrischen Problemen mit der Theorie von krummen Linien und der Gruppierung von Punkten. Er war Mitglied mehrerer internationaler mathematischer Gelehrtengesellschaften, so zum Beispiel des Circolo Matematico di Palermo. 1894 wurde er Mitglied der Königlich Niederländischen Akademie der Wissenschaften, war Mitglied der kaiserlichen Akademie der Wissenschaften in Wien und wurde 1912 Ritter des Ordens vom niederländischen Löwen. Zudem beteiligte er sich an den organisatorischen Aufgaben der Utrechter Hochschule und war im akademischen Jahr 1908/09 ihr Rektor. Nach seiner Emeritierung im Juli 1928 arbeitete er noch als Prüfer für Abiturexamen mit und wirkte als Kurator des Utrechter städtischen Gymnasiums.

## Familie
De Vries verheiratete sich am 22. Dezember 1881 in Amsterdam mit Truitje Groote (* 18. Februar 1857 in Hoorn; † 28. April 1939 in Utrecht), die Tochter des lutherischen Pfarrers Pieter Groote (* 11. April 1822 in Amsterdam; † 12. März 1857 in Hoorn) und dessen Frau Anna Alida Lodewijks (* 2. November 1822 in Amsterdam; † 19. Februar 1865 in Amsterdam). Aus der Ehe kennt man die Tochter Maria Sophia de Vries (* September 1885 in Kampen; † 15. Juni 1934 in Utrecht) und den Sohn Jan de Vries (* um 1888 in Hoorn), welcher sich am 19. August 1919 in Hoorn mit Henriette Wilhelmina Frederika Hetterschij (* um 1895 in Hoorn) verheiratete.